# Aceraius grandis
Aceraius grandis es una especie de coleóptero de la familia Passalidae.

## Distribución geográfica
Habita en Borneo y Java en (Indonesia).